# Wendelin (saint catholique)
Pour les articles homonymes, voir Wendelin.
Wendelin (Wendelinus en latin) est un saint de l'Église catholique romaine, vénéré le 21 octobre, qui a participé à la christianisation de la Rhénanie-Palatinat et surtout du nord de la Sarre. Personnage vertueux, populaire et agricole, écossais ou irlandais d'origine, de noble et riche lignée, il se fait cependant ermite, pèlerin, garçon de ferme, berger, puis moine avant d'occuper la place d'abbé de l'abbaye de Tholey. Saint Wendelin est patron des bergers, des cultures et du bétail, puis de tous les animaux domestiques (vaches, poules, chiens, chats, etc.).

## Hagiographie
Wendelin serait né vers 554, fils d'un couple royal d'Écosse ou du comté de Westmeath en Irlande ; sa sœur serait Oranne d'Eschweiler. Il est envoyé dans une importante école de monastère durant une quinzaine d'années. À l’issue de sa solide formation, et malgré sa destinée de souverain, il aspire plutôt à une vie simple. Il décide alors de quitter sa patrie pour vivre en humble et prier Dieu, mendiant son pain ou se nourrissant d'herbes sauvages et d'eau. À moins qu’il ait choisi volontairement de participer à une mission iro-écossaise (de), se faisant à la fois pèlerin et missionnaire.
Après un passage à Rome vers 577, où il rencontre le pape Benoît qui l'approuve à continuer ainsi, il part s'établir dans un ermitage forestier à Einsiedeln sous les bons auspices de la Vierge Marie. Au bout d'un certain temps, l'inspiration lui vient de se rendre en Allemagne, où il s'installe au voisinage de Trèves.
Un jour, près du sanctuaire de la Sainte Tunique confié par sainte Hélène à l'évêque Agrice de Trèves (en), il rencontre une vocation plus pastorale à travers un propriétaire terrien qui lui fait remarquer qu' « un garçon jeune et fort ne doit pas mendier pour son pain, mais le travailler ». Marqué par cette parole, il le suit et devient l'un de ses employés, s'occupant d'abord des cochons puis d'autres animaux. Assez vite, les troupeaux se mettent à prospérer. Quelques cultures lui sont confiées, avant de se faire berger.

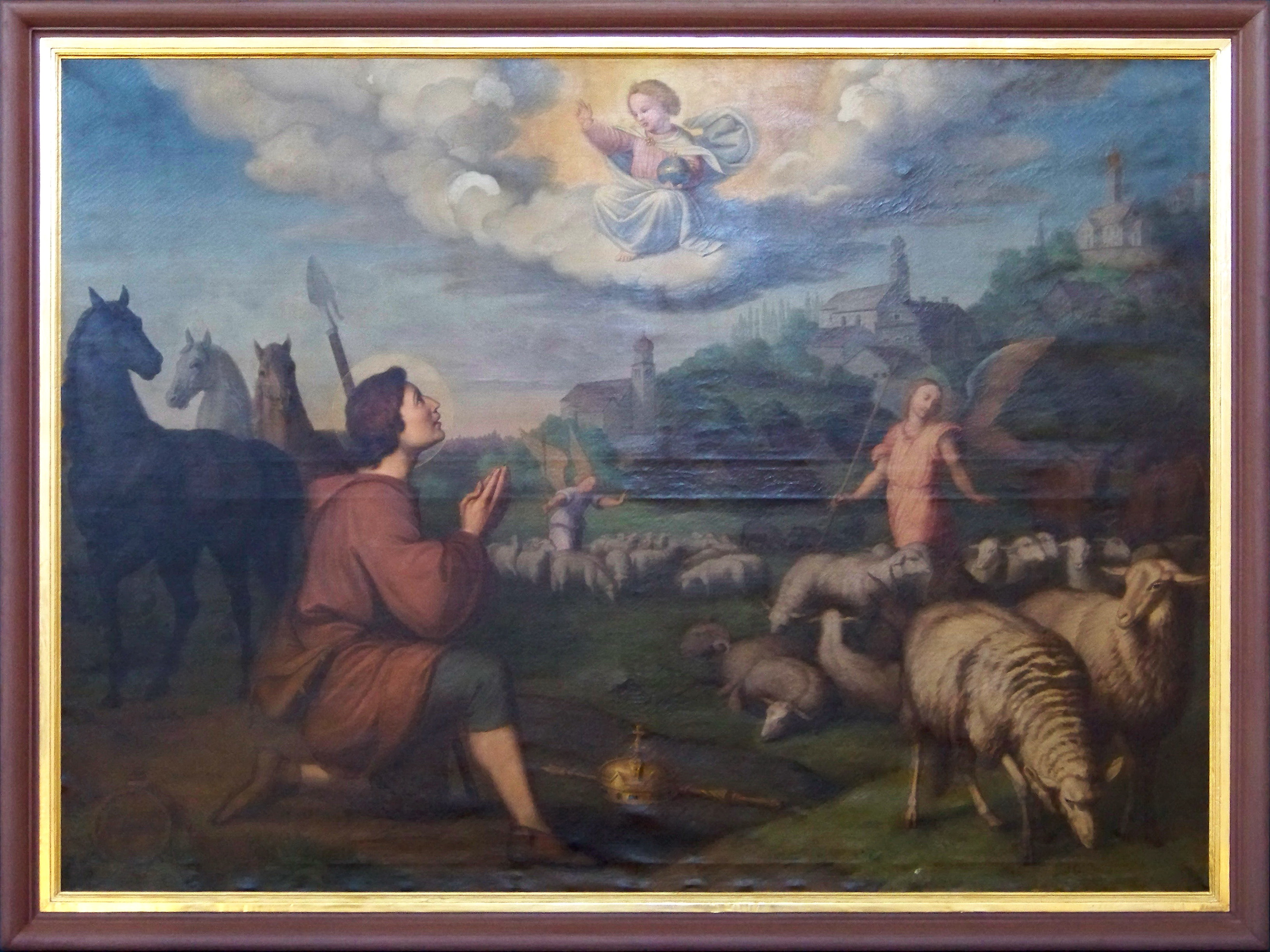
Saint Wendelin berger (deux anges assurent son service durant sa prière), Thomas Guggenberger de, 1853, église Saint-Pierre de Hofkirchen (Laberweinting), district de Basse-Bavière.

Son succès accroit la richesse du propriétaire, mais aussi la jalousie de quelques collègues qui rapportent qu'il s'aventure très loin du domaine pour faire paitre les bêtes. Après vérification, en effet ils disent vrai, et le voilà suspecté. Cependant, le fait que les animaux se multiplient, qu'ils ne tombent jamais malades et que Wendelin puisse faire apparaître une source d'eau miraculeuse aussi efficace pour les bêtes que les hommes entraîne le propriétaire à se fier à lui, à constater ses miracles et à se convertir au christianisme. En plus, pour le remercier, il lui offre un terrain situé dans une petite vallée à la périphérie de la ville de Saint-Wendel, sans doute là où il s'éloignait avec les animaux pour mieux prier Dieu.
Après avoir distribué la majorité de son salaire aux pauvres, Wendelin y établit un nouvel ermitage. Une version légendaire de sa vie raconte que l'exploitant agricole aurait profondément changé en constatant que Wendelin était arrivé avec les moutons avant lui à la ferme pourtant seul et à cheval et à une distance importante, évoquant un phénomène inexplicable de translocation, non élucidé par son esprit, ni par la science actuelle.
Sa réputation en sainteté finit par atteindre l'évêque de la ville, Magnéric, qui lui propose vers 596 de devenir abbé de l'abbaye bénédictine de Tholey, appartenant à la congrégation de Beuron, et placée sous le patronage de saint Maurice. Malgré une réaction de modestie l'inclinant à s'y soustraire, il finit par accepter, et il va occuper cette fonction durant une vingtaine d'années. Une autre version de sa vie indique que se sont directement les moines de Tholey qui viennent auprès de lui pour le solliciter à prendre la tête de leur communauté.
Mort en 617, Wendelin est d'abord conservé dans sa cellule, puis son corps est transféré à Trèves avant de revenir à la futur[pas clair] basilique Saint-Wendelin de Saint-Wendel. L'édifice va être élevé à partir de l'initiative de l'archevêque de Trèves, Baudouin de Luxembourg, de faire construire en 1320 une chapelle à l'emplacement de son ermitage. La ville de Saint-Wendel, dans la Sarre, se développera plus tard autour de son tombeau et grâce au pèlerinage qu'il va susciter. Aujourd’hui encore, un chemin de 15 km est pratiqué par des pèlerins, au départ de la basilique jusqu'à l'abbaye de Tholey. Le dernier grand pèlerinage avec exposition des reliques a eu lieu en octobre 2017 pour les 1 400 ans de sa mort. Autrement ses restes, c'est-à-dire son squelette presque entier, est montré tous les dix ans lors de l' « Année Wendelin » (Wendelsjahr).

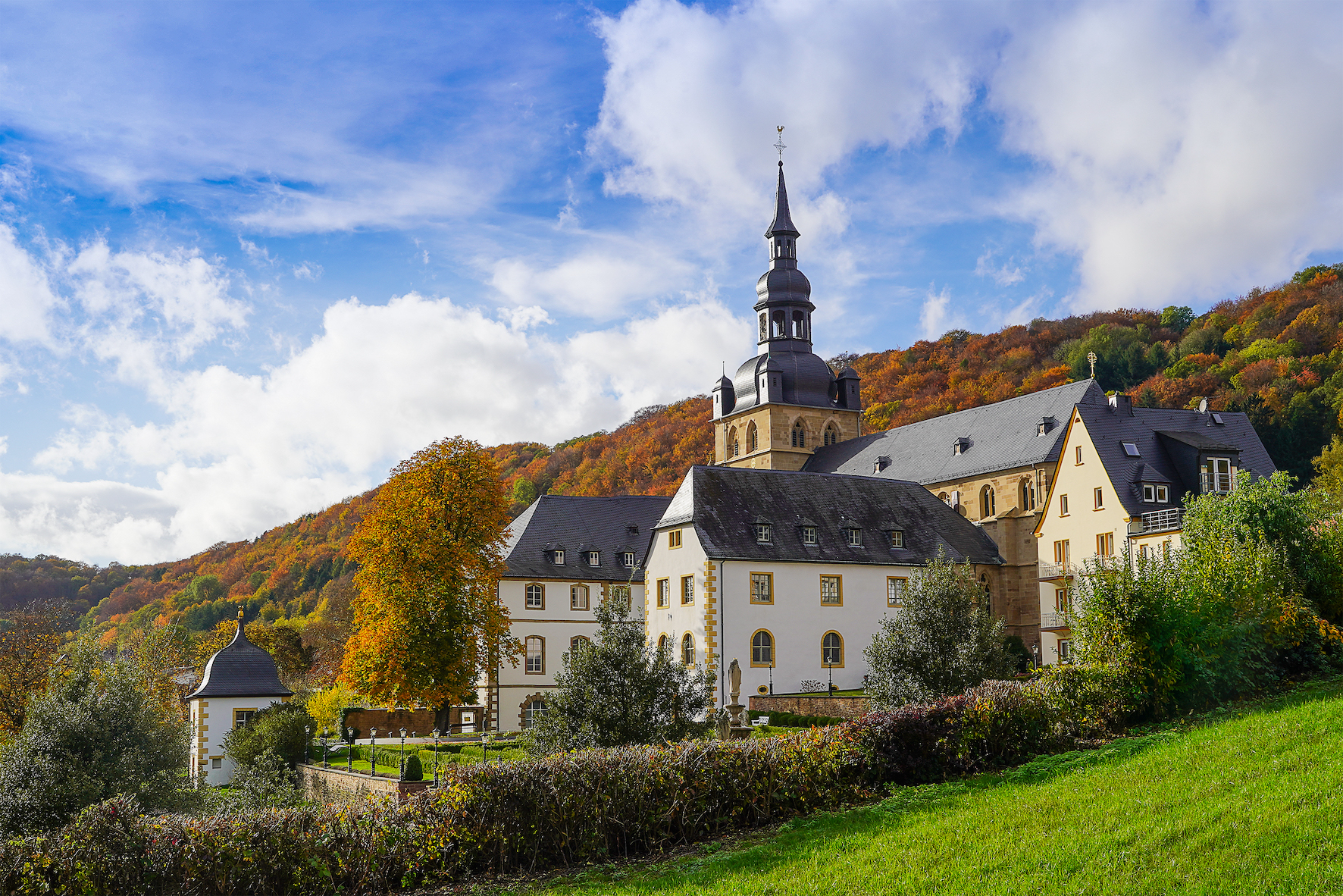
L'abbaye Saint-Maurice de Tholey.

## Légende et culte
La légende dit qu'après sa mort, les moines lui construisirent un magnifique tombeau en pierre. Cependant, le lendemain matin après l'enterrement, la tombe était ouverte avec son corps gisant à côté. Ils le remirent en place, mais cela se répéta trois fois de suite. Alors les moines pensèrent que la volonté divine agissait ainsi pour le déplacer ailleurs, et ils ont chargé sa dépouille sur une charrette tirée par deux bœufs, laissés libres de direction. Ils ont fini par s'arrêter où se dressait autrefois l'ermitage du saint. Il y a fort à penser qu'il s'agit de l'endroit où se dresse aujourd'hui la basilique qui lui est dédiée, plutôt qu'à l'emplacement de la chapelle à l'écart de la ville qui porte également son nom et qui est le lieu de la source d'eau.
Quoi qu'il en soit, dès sa mort, une dévotion spontanée s'établit, grandissant de siècle en siècle à partir de sa région d'adoption. De très nombreuses églises et chapelles lui sont dédiées dans les régions allemandes de Rhénanie-Palatinat et de Sarre, en Suisse (Greppen), ainsi qu'en Alsace-Lorraine. Son culte est officiellement consacré en 1450 par le pape Nicolas V. Avec l'exode des années 1800, les habitants du bassin rhénan emportent avec eux le culte du saint et c'est ainsi que l'on retrouve des paroisses à son nom dans l'Ohio, le Minnesota, l'Afrique du Sud, et même en Chine par l'intermédiaire des missionnaires du Verbe Divin.
Le culte de Saint-Wendelin est particulièrement développé en Alsace, bien qu'il n'y ait pas vécu. Dans le Haut-Rhin, où la famille de son épouse, originaire de Suisse, se serait installée près de Niedermorschwihr, au XVIIIIe siècle, 11 chapelles et églises lui sont dédiées. Outre Niedermorschwihr, où une procession se tient en son honneur chaque premier dimanche de juillet, les communes de Masevaux-Niederbruck  et de Burnhaupt-le-Haut, toutes deux situées dans le sud du Haut-Rhin abritent des chapelles de ce saint, de même que Sierentz, Heiwiller et Ammerschwihr. Les communes de Werentzhouse, Chalampé, Kruth et Urbès lui ont dédié une église. Il est également l'un des patrons de la paroisse de Lutterbach. Une église située à l'emplacement de l'actuelle basilique et détruite en 1761 lui était dédiée. Il a encore aujourd'hui un autel dans la partie droite du transept de la basilique du Sacré-Cœur. Il apparaît un polyptyque de la collection du musée Underlinden de Colmar du début du XVIe siècle.
Dans le Bas-Rhin, il patronne 15 églises ou chapelles, principalement en Outre-Forêt, dans le pays de Hanau et les Vosges du nord. Il est également vénéré à Hohengœft, où on bénit les animaux en son nom à la Pentecôte et on le remercie d'avoir sauvé le village de la peste, depuis la fin du xviie siècle.
L'église de Sourbrodt (Belgique) porte le nom de Saint-Wendelin. Elle a été construite au début du XXe siècle.

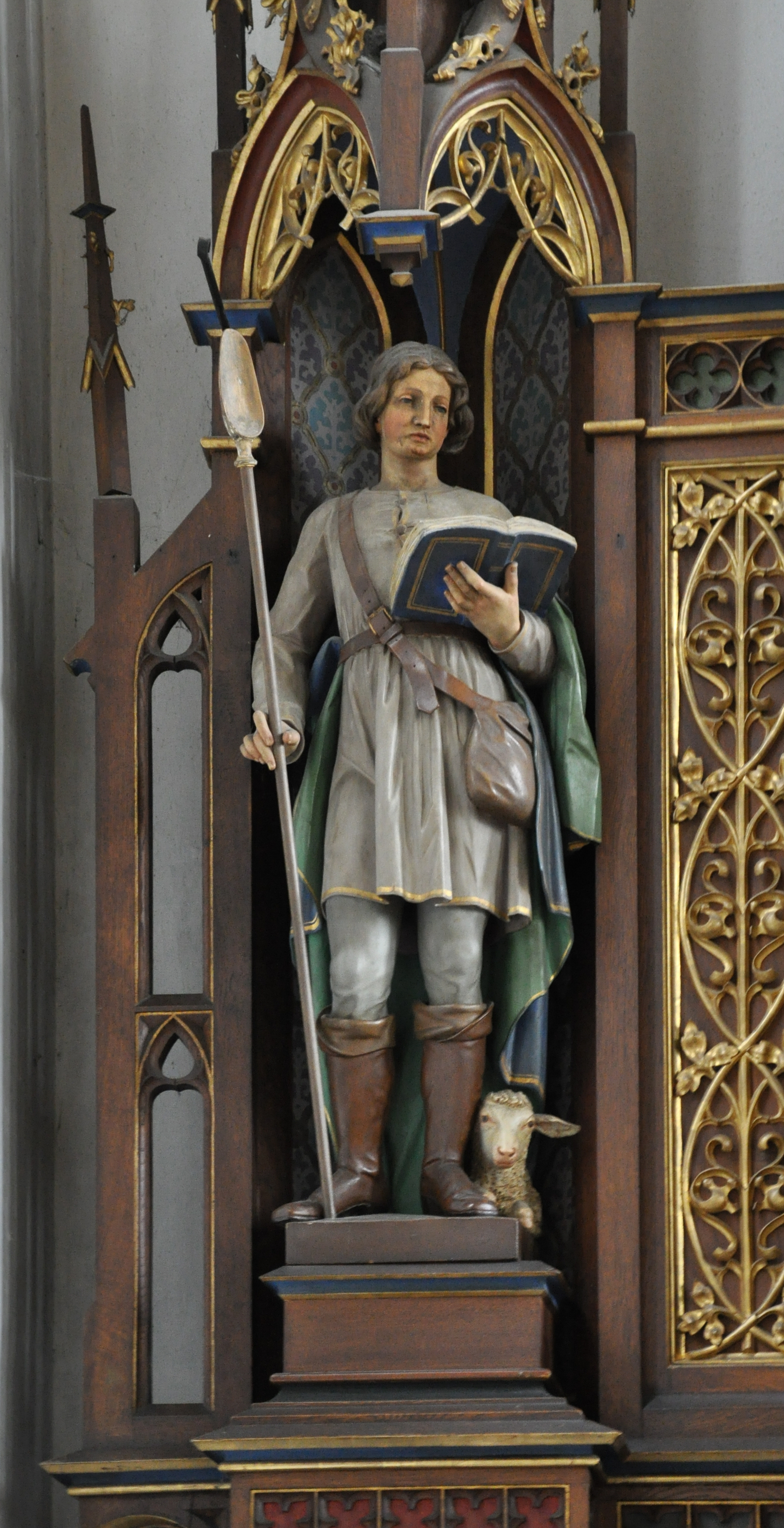
Statue de l'église paroissiale catholique de l'Assomption de la Vierge Marie, Westerheim, district de Souabe.
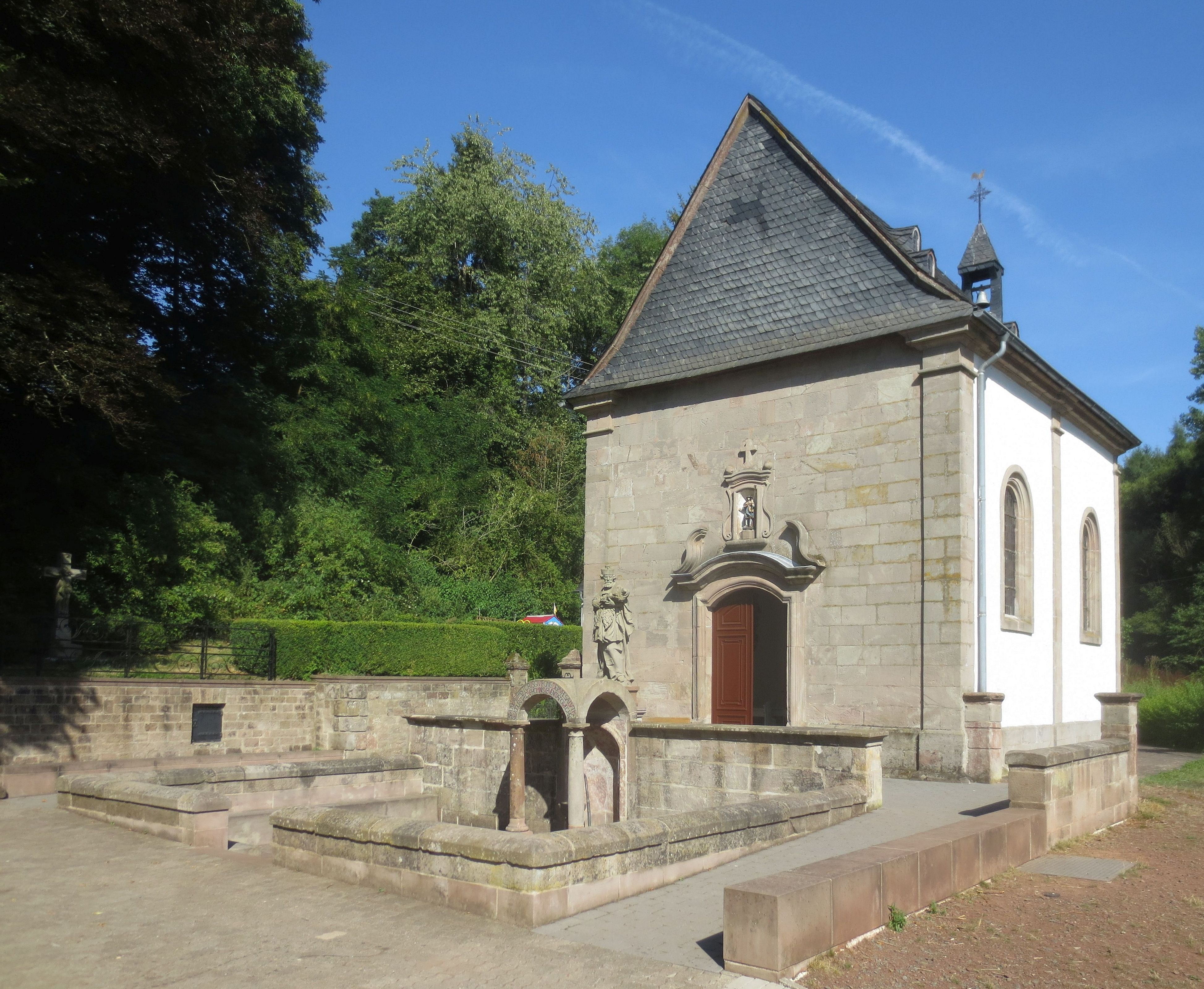
La chapelle Saint-Wendelin avec la source qui porte également son nom.
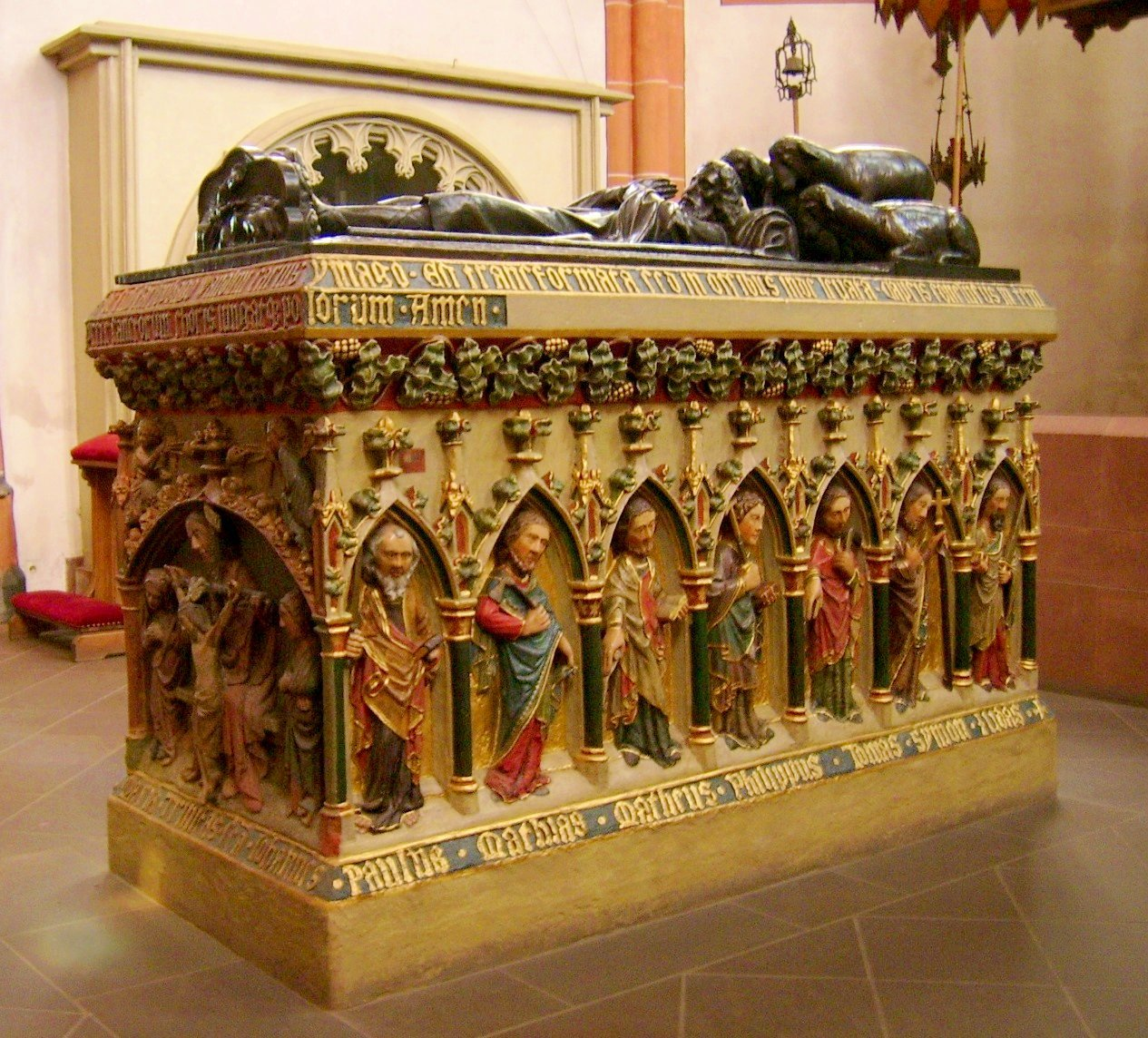
Son tombeau à la basilique Saint-Wendelin de Saint-Wendel.
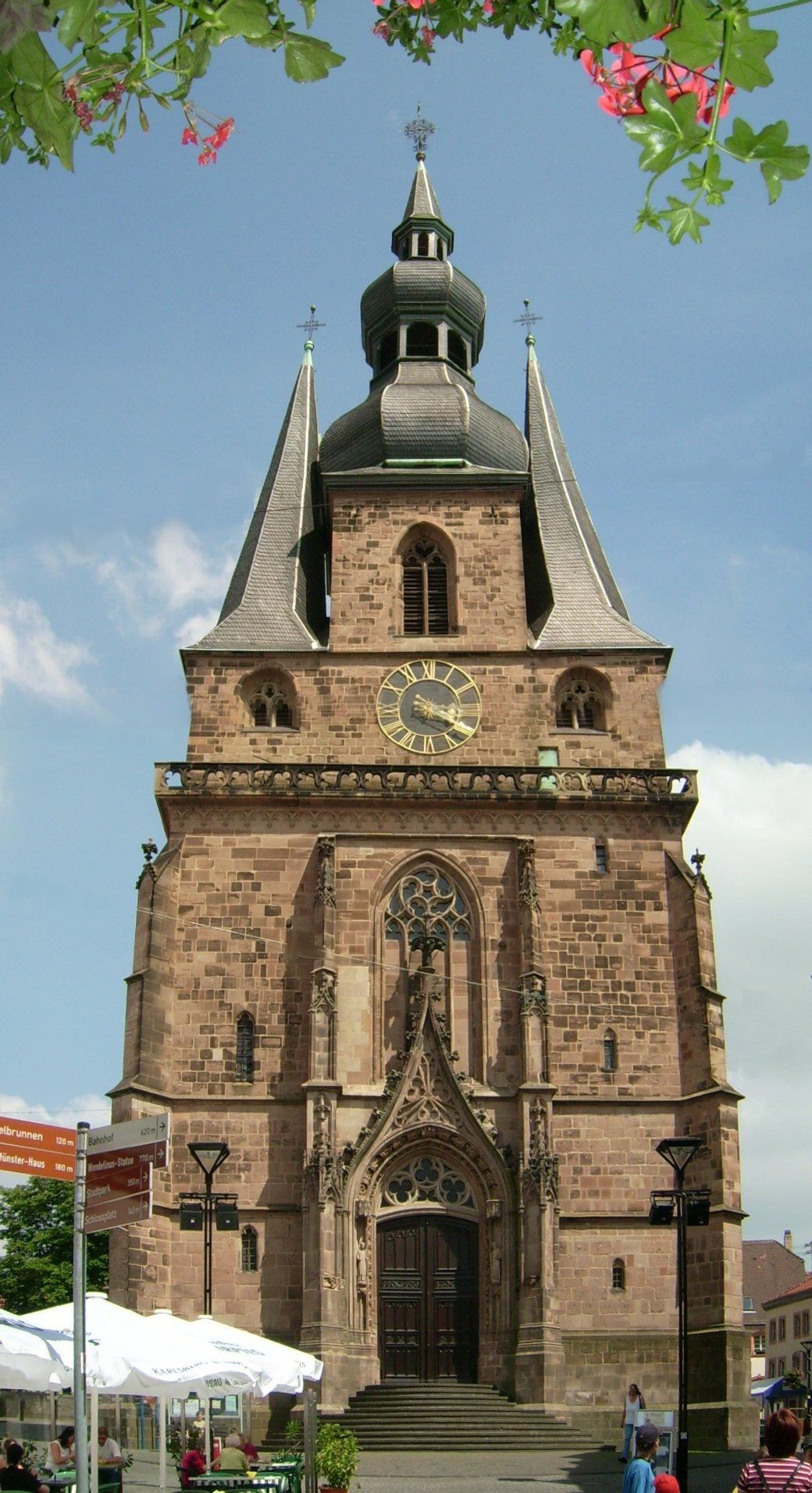
La façade de la basilique de Saint-Wendel.